# Луканин, Вениамин Васильевич
Вениамин Васильевич Луканин (1875, село Ясыл, Осинский уезд, Пермская губерния — 1918, село Чёрное, Оханский уезд, Пермская губерния) — иерей Русской православной церкви, клирик Пермской епархии.
Причислен к лику святых Русской православной церкви в 2000 году.

## Биография
Родился 11 октября 1873 года в семье псаломщика Покровской церкви села Ясыл Осинского уезда Василия Евфимовича и Евгении Васильевны Луканиных. Василий и Евгения происходили из диаконских семей. Отец Василия — Евфимий Луканин долгое время служил в Входо-Иерусалимской церкви села Насадка Пермского уезда, а отец Евгении — Василий Васильевич Первушин в Христо-Рождественском соборе села Юг Пермского уезда.
Село Ясыл расположено на высоком живописном берегу реки Ясылки — правом притоке Ирени, над которой и по сей день возвышается белокаменный храм в честь Покрова Божией Матери, построенный в 1773 году.
В 1885 году в возрасте десяти лет Вениамин поступил в Пермское духовное училище, где проучился недолго, 22 августа 1888 года по прошению родителей он был уволен из третьего класса. Из Перми он вновь возвращается в село Ясыл, где в 1888—1891 годы несёт клиросное послушание при местном храме.
22 марта 1891 года епископом Пермским и Соликамским Владимиром (Никольским) Вениамин Васильевич назначен псаломщиком Свято-Троицкой церкви Полазненского завода Пермского уезда.
18 июня 1893 года сдав экзамен на звание псаломщика епископом Пермским и Соликамским Петром (Лосевым) посвящён в стихарь.
С 12 марта 1894 года учитель Усть-Полазненской школы грамоты.
13 января 1899 года указом Пермской Духовной Консистории за № 328 определён псаломщиком к Филипповской церкви село Банное Кунгурского уезда.
15 августа 1902 года указом Пермской Духовной Консистории за № 3110 переведен к Вознесенской церкви с. Устиново Осинского уезда, где состоял учителем пения Устиновских мужского, женского и сельскохозяйственных училищ и Ташковской школы грамоты.
15 сентября 1899 года окончил певческие курсы, ежегодно устраиваемые знаменитым оперным певцом, хоровым дирижёром, педагогом, музыкально-общественным деятелем Александром Дмитриевичем Городцовым при Пермском губернском комитете попечительства о народной трезвости. Во время экзаменов Вениамин Васильевич показал очень хорошие успехи по пению и игре на фисгармонии, на что выдано свидетельство за № 360.
С сентября 1899 по 15 августа 1912 года — учитель пения Осинского одноклассного миссионерского училища.
22 августа 1901 года окончил певческие курсы при Пермском губернском комитете попечительства о народной трезвости, на что выдано свидетельство за № 442.
3 мая 1902 года указом Пермской Духовной Консистории за № 4874 переведён к Успенской церкви г. Оханска.
21 октября 1902 года епископом Пермским и Соликамским Иоанном (Алексеевым) рукоположён в сан диакона с оставлением на вакансии псаломщика при той же церкви.
С 2 февраля 1903 года по 15 августа 1904 года учитель пения Оханской женской прогимназии.
С 29 мая 1904 года — диакон Рождество-Богородицкой церкви села Беляево Оханского уезда.
С 27 января 1906 года — законоучитель Пташинского земского училища.
2 декабря 1907 года епископом Пермским и Соликамским Никанором (Надеждиным) рукоположён в сан пресвитера к Покровской церкви села Ясыл Осинского уезда.
С 15 декабря 1907 по 15 августа 1910 года учитель пения Ключевской церковно-приходской школы.
С 1907 года по 15 февраля 1912 года — заведующий и законоучитель Межевской церковно-приходской школы.
17 декабря 1909 года указом Пермской Духовной Консистории за № 20207 «для исполнения пастырских обязанностей» откомандирован в строящуюся Казанскую церковь села Межевка Осинского уезда.
С 24 мая 1910 года указом Пермской Духовной Консистории за № 8439 утверждён в должности штатного священника вновь открытого прихода Межевской церкви и председателем организованных им при ней церковно-приходского попечительства и общества трезвости.
С 15 февраля 1912 года — законоучитель и учитель пения открытой им при храме воскресной школы.
20 февраля 1912 года указом Пермской Духовной Консистории за № 2954 назначен священником Пророко-Ильинской церкви села Бедряж Осинского уезда.
С 20 февраля 1912 года председатель и руководитель организованных им в селе Ермиевском церковно-приходского попечительства, общества трезвости и миссионерского кружка.
С 4 марта 1912 года — законоучитель Ермиевского земского и Качкинского министерского училищ, а с 31 августа 1914 по 17 октября 1916 года — председатель их попечительского совета.
14 марта 1912 года «для пользы службы» назначен к молитвенному дому во имя Василия Великого села Ермиевское.
17 марта 1914 года, в рапорте главному миссионеру Пермской епархии Александру Гавриловичу Куляшеву отец Вениамин писал следующее: «Многоуважаемый Андрей Гаврилович! Высылаю Вам журнал нашего миссионерского кружка № 2. Простите, что медлил высылкой, все как-то не находил свободного времени. Занятия нашего кружка идут, собрания устраиваем по воскресным дням. Всех собраний было семь. Прошли учение о предании, о почитании святых икон, креста и посты. Проходим подробно, а потому и медленно. Хотелось бы, чтобы Слова Священного Писания были написаны не на бумаге, а в сердце человеческом, ибо они нужны и полезны будут на всю жизнь. Все мы приносим Вам, Андрей Гаврилович, чувства высокой благодарности и признательности за Ваше внимание к нашим нуждам и за труды по покупке и доставке Библий. Все они разобраны членами-ревнителями. Интерес к чтению Слова Божия у нас в Ермии сильно повысился и даже учителя и учительницы вооружились Библией, и я вытягиваюсь во весь рост, чтобы по совету протоиерея Николая Гаврилова быть выше их на голову. Ещё раз благодарю Вас, Андрей Гаврилович. Да продлит Господь Бог вашу жизнь на благо миссии на многая лета. С совершенным почтением ваш покорный слуга, священник Вениамин Луканин».
С 1 по 28 июля 1914 года обучался на XI Миссионерских курсах при Пермском Братстве святителя Стефана Великопермского, на что выдано удостоверение за № 338.
15 июля вечером, курсы посетила Великая Княгиня Елизавета Федоровна Романова, которая в это время находилась в Пермской епархии. Елизавета Федоровна задавала вопросы и слушала ответы курсистов, после которых изволила выразить свою благодарность за хорошие ответы.
В августе 1914 года окончил XIV Епархиальные миссионерские курсы, на что выдано экзаменационное свидетельство с отметкой «познания отличные» от 20 августа 1914 года.
В 1914—1917 годы состоял кандидатом окружного следователя III-го Осинского округа.
С 3 января 1916 года смотритель строящейся Пророко-Ильинской церкви села Чёрное железнодорожной станции Шабуничи Ново-Паинской волости.
17 октября 1916 года указом Пермской Духовной Консистории за № 17539 назначен настоятелем Казанской церкви села Ново-Паинское Оханского уезда и законоучителем двухклассного училища.
17 августа 1917 года согласно выборноому права прихожан, переизбран настоятелем и указом Пермской Духовной Консистории за № 13923 утверждён в сей должности.
С 1917 года — председатель Ново-Паинского церковно-приходского совета и попечительства.
Расстрелян 21 декабря 1918 года в селе Чёрное отступающими отрядами Красной армии, тело его было найдено в канаве среди шестнадцати трупов.
Православная церковь ежегодно чтит его память 7 (20) июня.

## Семья
Жена: Надежда Авксентьвна 3 апреля 1875 г.р.
Дети: Виталий 18 марта 1901 г.р., окончил Оханское реальное училище; Зоя 9 ноября 1911 г.р.

## Награды
- 1896 год — «За усердное прохождение должности учителя Усть-Полазненской школы грамоты» — благодарность Епархиального училищного совета
- 19 ноября 1898 года — «За ревностное прохождение должности учителя» награждён Архипастырским благословением с выдачей свидетельства,
- 31 июля 1911 года — «За внимательное отношение к Межевской церковно-приходской школе» — благодарность Епархиального училищного совета
- Медаль «В память 25-летия церковных школ»
- Медаль «В память 300-летия царствования дома Романовых»